# Jaapiella chondrillae
Jaapiella chondrillae är en tvåvingeart som beskrevs av Skuhrava och Sobhian 2004. Jaapiella chondrillae ingår i släktet Jaapiella och familjen gallmyggor.
Artens utbredningsområde är Turkiet. Inga underarter finns listade i Catalogue of Life.